# Ludwig Wachler
Johann Friedrich Ludwig Wachler (ur. 15 kwietnia 1767 w Gocie, zm. 4 kwietnia 1838 we Wrocławiu) – niemiecki historyk literatury; nauczyciel i wykładowca akademicki związany z uniwersytetami w Getyndze, Rinteln, Herford i Wrocławiu.

## Życiorys
Urodził się w 1767 roku w Gocie, gdzie spędził dzieciństwo i młodość. Ukończył tam gimnazjum, gdzie zdał egzamin maturalny w 1784 roku. Następnie podjął studia teologiczne na Uniwersytecie w Jenie. Kilka lat później przeniósł się na Uniwersytet w Getyndze, gdzie studiował filologię. Następnie pracował jako nauczyciel domowy (tutor) w Rinteln. W 1788 roku uzyskał stopień naukowy doktora na Uniwersytecie w Rinteln. W 1790 roku został rektorem (dyrektorem) Friedrichs-Gymnasium w Herford. W 1794 roku objął posadę profesora teologii, a potem historii na tamtejszym uniwersytecie.
W 1801 roku przeniósł się na Philipps-Universität w Marburgu, piastując w latach 1810–1811 stanowisko rektora. W 1815 roku został wykładowcą historii na Uniwersytecie Wrocławskim, będąc także rektorem tej uczelni od 1830 do 1831 roku. Poza tym pracował także jako starszy bibliotekarz w Bibliotece Uniwersyteckiej.

## Publikacje
- Lehrbuch der Geschichte, Breslau 1817.
- Vorlesungen über die Geschichte der teutschen Nationallitteratur, 2 tomy, Frankfurt 1818-1819.
- Philomathie, 3 tomy, Frankfurt 1819–1821
- Handbuch der Geschichte der Litteratur, 4 tomy, Frankfurt 1804.
- Geschichte der historischen Forschung und Kunst, 2 tomy, Göttingen 1812–1820.
- Die Pariser Bluthochzeit, Leipzig 1826.
- Lehrbuch der Litteraturgeschichte, Leipzig 1827.